# Беніджембла
Беніджембла, Бенічембла (валенс. Benigembla (офіційна назва), ісп. Benichembla) — муніципалітет в Іспанії, у складі автономної спільноти Валенсія, у провінції Аліканте. Населення — 512 осіб (2022).

## Географія
Муніципалітет розташований на відстані близько 360 км на південний схід від Мадрида, 55 км на північний схід від Аліканте.

## Демографія
Динаміка населення (INE ):

## Галерея зображень

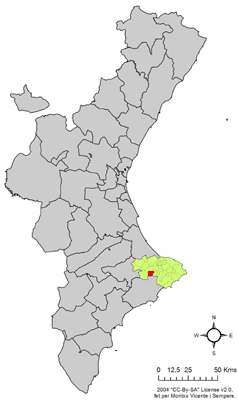
Розташування муніципалітету Беніджембла у автономній спільноті Валенсія
Розташування муніципалітету Беніджембла у комарці Маріна-Альта
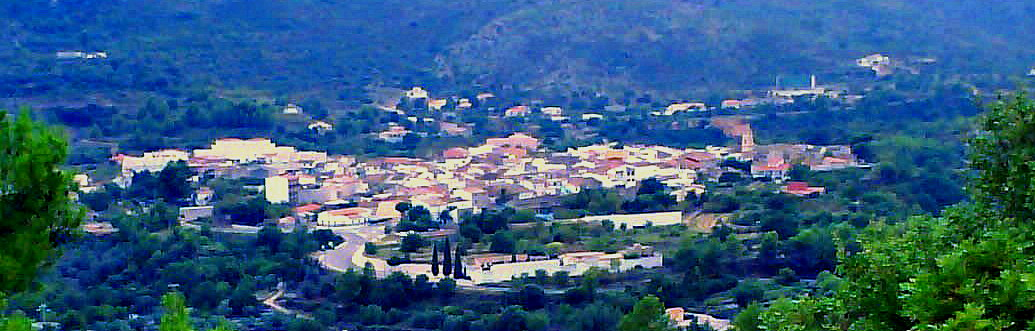
Беніджембла
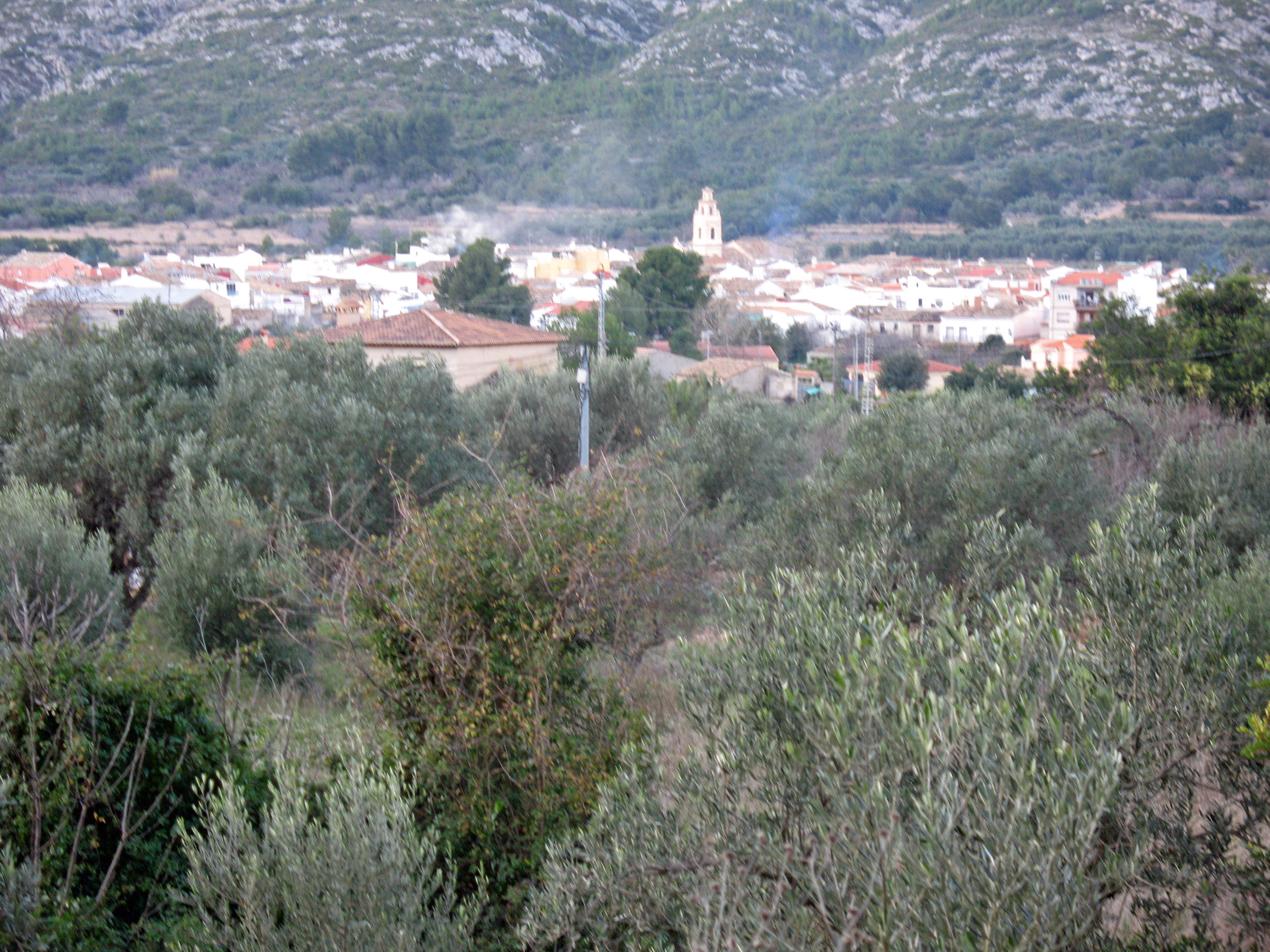
Беніджембла
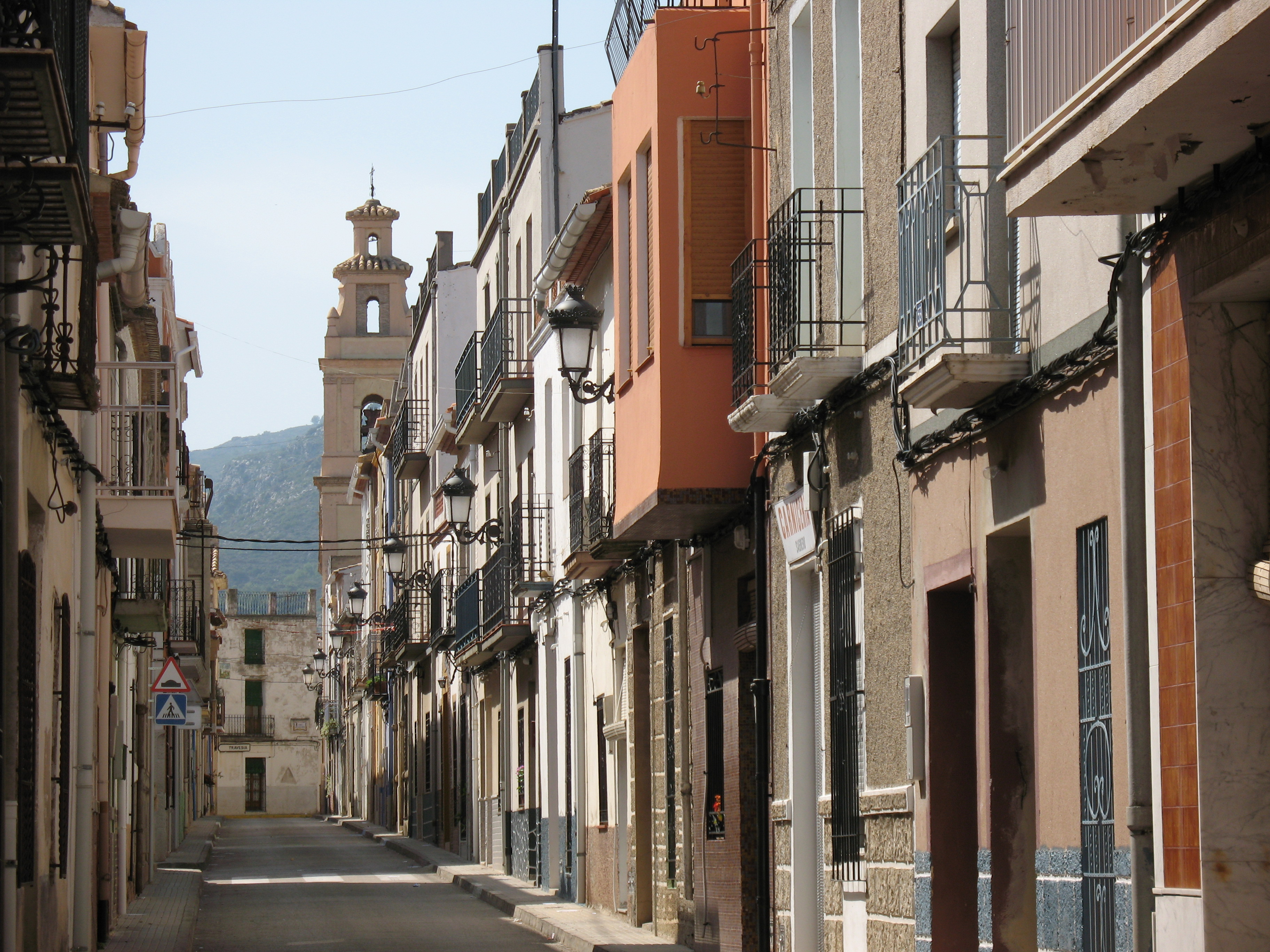
Вулиця